# (1041) Asta
(1041) Asta – planetoida z grupy pasa głównego asteroid okrążająca Słońce w ciągu 5 lat i 152 dni, w średniej odległości 3,08 au. Została odkryta 22 marca 1925 roku w Landessternwarte Heidelberg-Königstuhl, w Heidelbergu przez Karla Reinmutha. Nazwa planetoidy została nadana przez Gustava Strackego i pochodzi prawdopodobnie od duńskiej aktorki Asty Nielsen. Przed jej nadaniem planetoida nosiła oznaczenie tymczasowe (1041) 1925 FA.